# برئزه
شهر برئزه (به رومانیایی: Breaza) در شهرستان پرهوا در کشور رومانی واقع شده‌است. جمعیت این شهر ۱۸٬۸۶۳ نفر  است.